# Christian Ferrari
Pour les articles homonymes, voir Ferrari.
Christian Ferrari, né en 1947 au Havre, est un auteur-compositeur-interprète français principalement connu pour son répertoire à destination des enfants.

## Biographie
Christian Ferrari voit le jour au Havre en 1947. Après avoir obtenu le baccalauréat, il quitte sa ville natale pour Rouen et la Faculté de Lettres.
A 20 ans, il s'engage dans la déferlante de mai 68, ses lectures et ses rencontres approfondissent sa vision humaniste du monde. 
Après avoir obtenu son diplôme, il revient au Havre pour être professeur de français et y rencontre sa femme Martine, elle aussi enseignante.
C'est alors le temps de la décentralisation culturelle et des maisons de la culture créées par André Malraux.
Cette période est marquée par une politique permettant l'ouverture des pratiques artistiques aux différents publics et une certaine effervescence culturelle. Il y prend part par quelques créations avec ses amis poètes, peintres et comédiens Havrais.
Pendant dix ans, Christian Ferrari va enseigner avec beaucoup de conviction son amour des textes et de la langue française. Puis il va passer de l'estrade à la scène, et chanter ses mots avec cette même conviction. Il fera la première partie des spectacles des artistes de l'époque et une création avec Francis Lemarque « Une île nommée les Neiges ».
Il va ensuite « monter » à Paris et se produire un peu partout en France. Au fil du temps, avec les réactions du public et les demandes des organisateurs des spectacles, il s'oriente vers la chanson pour enfants. Rêveurs et sans cynisme, les enfants sont un public idéal, peut-être trop utopistes pour les adultes et leur expérience réaliste de la vie. Certains des morceaux de Christian Ferrari sont devenus des classiques enseignés à l'école, comme "Le vélo de Valentine", qui a donné lieu à un partenariat pédagogique avec le CNDP ou "Les couleurs de la vie".
À partir de 1980, il défend les droits de l'enfant avec l'Unicef et entreprend des collaborations avec des écoles, des prisons, des associations ou des festivals autour d'ateliers d'écriture.
En 2011, Christian Ferrari a monté et présenté un spectacle avec les élèves de l'École des Nations unies à New York.
À la fois par son parcours et son style ludique et éducatif, Christian Ferrari est aujourd'hui reconnu dans les milieux culturels comme un spécialiste de la chanson pour enfants.
Depuis une dizaine d'années, il est chargé de cours en écriture de chansons au CFMI (université d'Orsay). Il aime partager sa passion en animant des ateliers d'écriture de chansons intitulés "Paroles et musiques".

## Spectacles
Christian Ferrari crée au Roseau Théâtre à Paris le spectacle "Pas banal lundi matin sur la banale planète grise". Nous sommes en 1987.
Deux autres tours de chant naîtront sur ces mêmes planches : On a le droit ! en 1989 et C'est la vie, c'est comme ça ! en 1993.
En 1995, Christian Ferrari présentera sa nouvelle création à l'Auditorium des Halles, intitulée "Qu'est-ce que ça peut faire !"
En 1997, il se produira au Printemps de Bourges avec "Et quand on chante, c'est beau, c'est beau !".
En 2000, il dévoilera le spectacle "Très loin, c'est tout près" au théâtre d'Edgar.
L'année suivante, Christian Ferrari chantera les chansons issues du disque "Mais comment va-ton l'appeler" sur la scène du Théâtre de Nesles.
En 2003, au Centre Les Halles Le Marais, il présentera son nouveau projet, "Il y a une île".
Spécialement pour le festival Tintinnabule de Combs-la-Ville, il créera avec François Lemonnier et Hervé Demon le spectacle Pacidipadla.
Trois ans plus tard, Christian Ferrari interprètera les chansons de son nouveau disque, inspiré par les structures familiales modernes : Ma famille c'est tout ça !
Début 2013, il sera sur la scène du Théâtre de Nesles pour y défendre son nouvel album "Chansons tournent en rond".

## Discographie
- 2001 : Mais comment va-t-on l'appeler ?
- 2003 : Il y a une île
- 2006 : Ma famille, c'est tout ça !
- 2008 : Mes favoris
- 2013 : Chansons tournent en rond